# NGC 7408
NGC 7408 (другие обозначения — PGC 70037, ESO 109-26, IRAS22527-6357) — спиральная галактика с перемычкой (SBc) в созвездии Тукан.
Этот объект входит в число перечисленных в оригинальной редакции «Нового общего каталога».
В галактике вспыхнула сверхновая SN 2009bu типа II-P, её пиковая видимая звездная величина составила 16,4.